# TAFIC FC
Tati African Football Independent Club w skrócie TAFIC FC – botswański klub piłkarski grający w drugiej, a niegdyś w pierwszej lidze botswańskiej, mający siedzibę w mieście Francistown.

## Sukcesy
- Puchar Botswany[1]:
  - finał (2): 1992, 2002.

## Występy w afrykańskich pucharach
| Sezon | Rozgrywki                 | Runda   | Kraj    | Klub                | Dom | Wyjazd | Dwumecz |
| ----- | ------------------------- | ------- | ------- | ------------------- | --- | ------ | ------- |
| 1993  | Puchar Zdobywców Pucharów | wstępna | Namibia | Liverpool Okahandja | 1–1 | 0–1    | 1–2     |

## Stadion
Domowe mecze klub rozgrywa na stadionie o nazwie Francistown Stadium we Francistown, który może pomieścić 27000 widzów.

## Reprezentanci kraju grający w klubie od 2000 roku
Stan na kwiecień 2023.
| - Tamucha Bedi - Mbatshi Elias - Bonolo Fraiser - Mothusi Johnson - Aubrey Kebonnetse - Davis Kopi - Alphonse Modisaotsile - Phuthego Modipe | - Lovemore Mokgweetsi - Eric Molebatsi - Agisanyang Mosimanegape - Obonye Moswate - Lovemore Murirwa - Gobonyeone Selefa - Boitshoko Zikhale - Malvern Nyakabangwe |